# Verwaltungsgemeinschaft Fahner Höhe
In der Verwaltungsgemeinschaft Fahner Höhe im thüringischen Landkreis Gotha haben sich die Gemeinden Dachwig, Döllstädt, Gierstädt, Großfahner und Tonna zusammengeschlossen. Sitz der Verwaltungsgemeinschaft ist Tonna. Der Name bezieht sich auf die Fahner Höhe.

## Geschichte
Die Verwaltungsgemeinschaft wurde am 23. September 1995 gegründet.